# Freycinetia crucigera
Freycinetia crucigera är en enhjärtbladig växtart som beskrevs av Ryozo Kanehira. Freycinetia crucigera ingår i släktet Freycinetia och familjen Pandanaceae. Inga underarter finns listade.